# HD 98617
HD 98617，又名CP-78 638，SAO 256823、HR 4385，是一颗恒星，视星等为6.35，位于銀經298.68，銀緯-17.57，其B1900.0坐标为赤經11h 15m 38.5s，赤緯-79° -17.57′ 15″。